# ルテティア

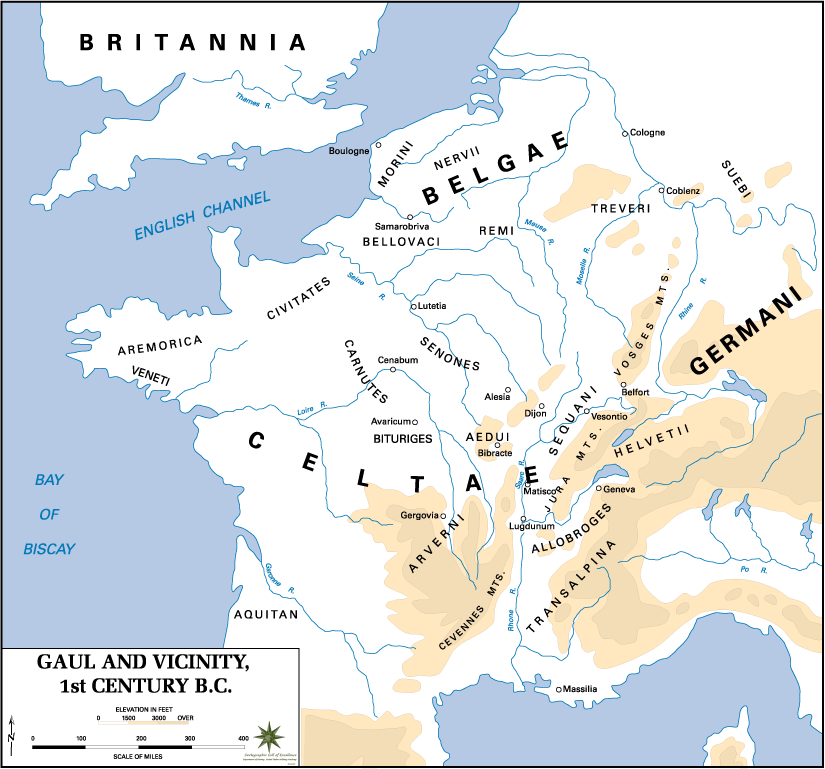
紀元前1世紀のガリア地方の地図。ルテティアの位置と各ケルト民族との位置関係が分かる。

ルテティア (ラテン語: Lutetia) は、前ローマ時代およびローマ時代のガリア地方にあった町である。別名をラテン語ではルテティア・パリシオルム (Lutetia Parisiorum, パリシイ族の沼沢地) 、ルコテキア (Lucotecia) 、リュテス (仏: Lutèce) 。
ガロ・ローマ都市であるルテティアは、メロヴィング朝時代に再建され、現代のパリの祖先となった。セーヌ川の洗い越しとして造られたシテ島は、ルテティアとパリの共通する数少ない場所である。「ルテティア」はラテン語のルトゥム (lutum, 泥) から造られた地名である。

## 起源
紀元前3世紀、この地域に定住したガリア人のパリシイ族は、ルテティアの地に主要定住地またはオッピドゥム (oppidum, 城壁町) を作った。しかしローマ時代の南北軸（大通り）の最下層のさらに下にで見つかった杭材の年輪年代調査によると、その道路建設はこの地域のパークス・ローマーナより50年以上後の西暦4年以降であることが解っている。
ローマ時代のルテティアは、セーヌ川左岸 (Rive Gauche, 現カルティエ・ラタン地区）の、後にサント・ジュヌヴィエーヴ (Sainte Geneviève) となる丘に向う坂道の途中で発見された。ビエーヴル川がセーヌ川と交わる洪水の起こりがちな場所である。その合流点から渡った島、シテ島にはいくつかの住宅地区があった。シテ島はメロヴィング朝時代のパリ、そして現代のパリの中心地である。
「ルテティア」という名前はカエサルの『ガリア戦記』（第7巻 第57〜58章）の中に初めて現れる。その名前はラテン語の「泥」に由来しており、ローマ人が避けた沼沢地を反映している。

## 都市化

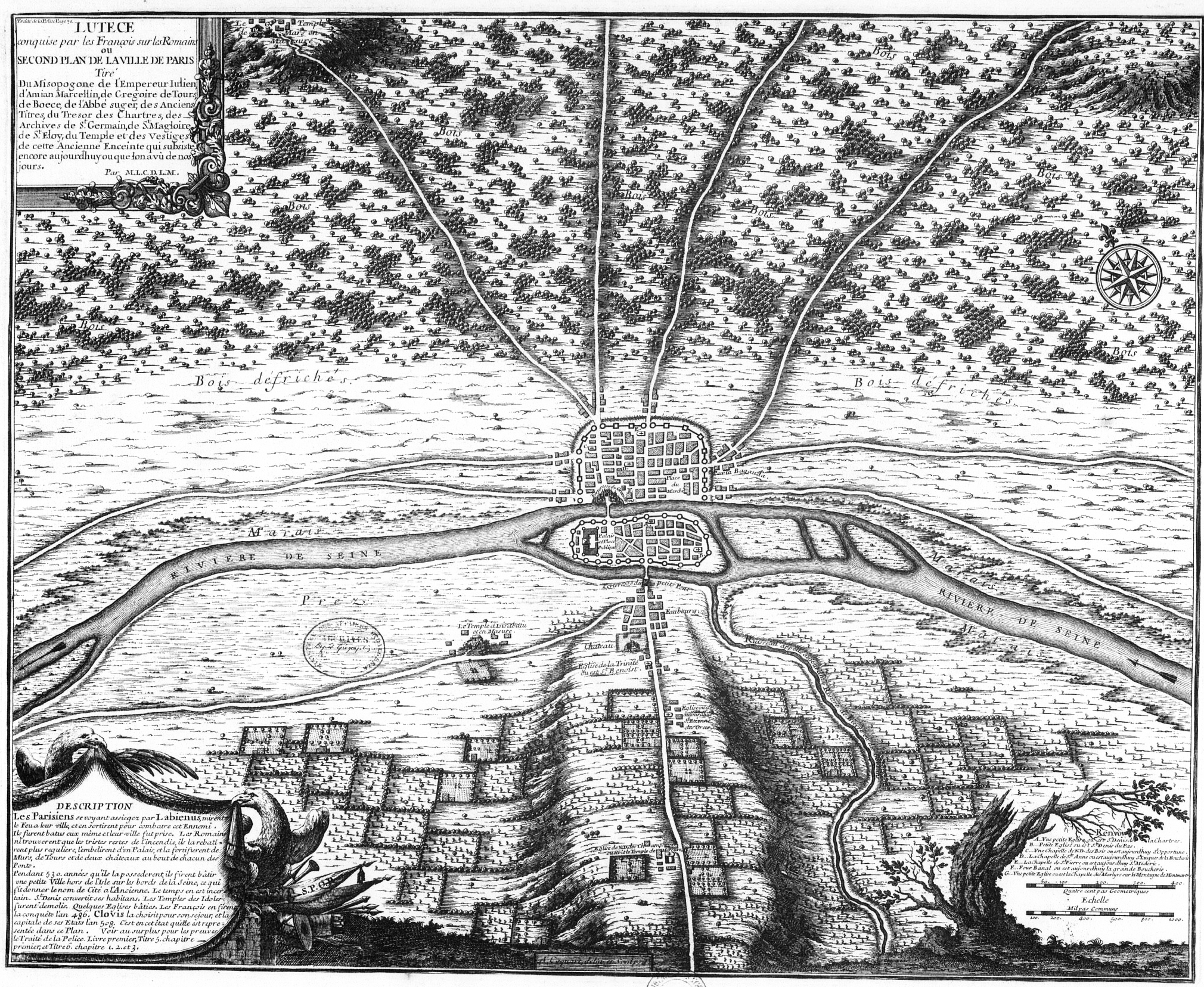
18世紀に描かれたルテティアの地図

ローマ時代のルテティアは、規則正しい格子状の都市計画が施されたガロ・ローマ都市であり、西暦2年以降に公共建造物の建設が行われた唯一の地区でもある。その南北軸（南北大通り）は、河岸の沼地を最短距離で渡る必要性から建設され、複数の道が橋頭堡に集まった。ローマの公共施設はすべてサント・ジュヌヴィエーヴの丘の北側の坂の上に建設された。古代の舗装道路、丘の上の公共広場（フォルム）・劇場・公衆浴場といった主要建造物の明確な境界線、中世の小路の発見により、このローマ都市では正確に300ローマ・フィート単位で配置されていたことが分かった。左岸のサンジャック通り (Rue St-Jacques) と右岸のサンマルタン通りは、現在でもなおローマ時代のカルド・マクシムス (cardo maximus, 大きな軸) に沿っている。
長さ26キロメートル、1日当たり2000立方メートルの流量があったローマ水道によって、複数の個所から集められてきた湧水がこの都市に供給された。アルクイユ・カシャンのビエーヴル川の谷間には水道橋が架けられたが、その桟橋とアーチ橋跡は現在でも見ることができ、「アルクイユ」の地名の由来ともなっている。
丘陵地区の坂の途中に建設されたアレーヌ・ド・リュテス (Arènes de Lutèce, ルテティアの闘技場) として知られるアンピテアトルム (amphitheatre, 円形闘技場) は、ガリア地方における最大の建造物の1つだった。

## 出来事
カエサルによるガリア征服の最中の紀元前52年、ルテティアは共和政ローマによって攻め落とされた。
ルテティア人は、カエサル配下のローマ人に対して起こったウェルキンゲトリクスの反乱を支持した。8000人がウェルキンゲトリクスの軍に参加したと伝えられている。ウェルキンゲトリクスの副官、カムロゲヌスの軍はモンス・ルテティウス (Mons Lutetius, 現在パンテオンのある場所) に野営地を設けて駐留した。ローマ人はメルネウム (Meluneum, 現ムラン) 近くで反逆者を破り、ルテティアを支配した。
ローマ法の下、約8000人の人々と共にルテティアは徹底的にローマ化されていったが、政治的な重要性は持っておらず、ルグドゥネンシス・セノナ (Lugdunensis Senona) 県の県都はアゲディンクム (Agedincum, 現ヨンヌ県サンス）だった。紀元3世紀にはキリスト教化が行われ、ディオニュシウスがこの都市の最初の司教になった。しかし西暦250年頃、ディオニュシウスと2人の伴侶は逮捕され、ローマの拠点があったモンス・メルクリウス (Mons Mercurius) の丘で断頭された。それ以来、その丘はモンス・マルテュルム (Mons Martyrum, 現モンマルトル) として知られる。
西暦360年、ルテティアはパリ (Paris) に改名された。その名前はガリア人のパリシイ族の名に由来するが、形容詞のパリシアクス (Parisiacus) は既に数世紀にわたり使われていた。ブルターニュの都市イスの伝説では別の由来が語られているが、これは俗説と考えられている。
同じころ、新しく要塞（シャトレ）ができたシテ島に人口が集中するにしたがい、公衆浴場や劇場、円形闘技場（アレーヌ・ド・リュテス）のあったセーヌ川左岸地区は次第に見捨てられるようになった。紀元4世紀には劇場の解体が始まった。

## 現在も残る遺跡

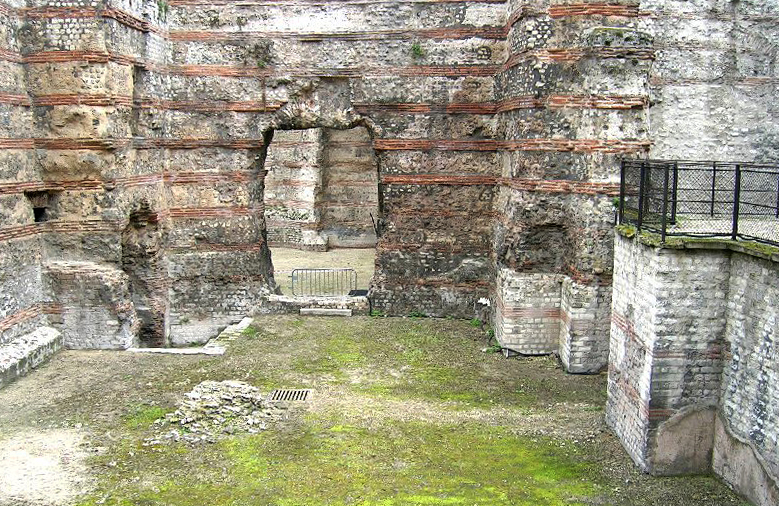
クリュニー浴場跡（高温浴室）

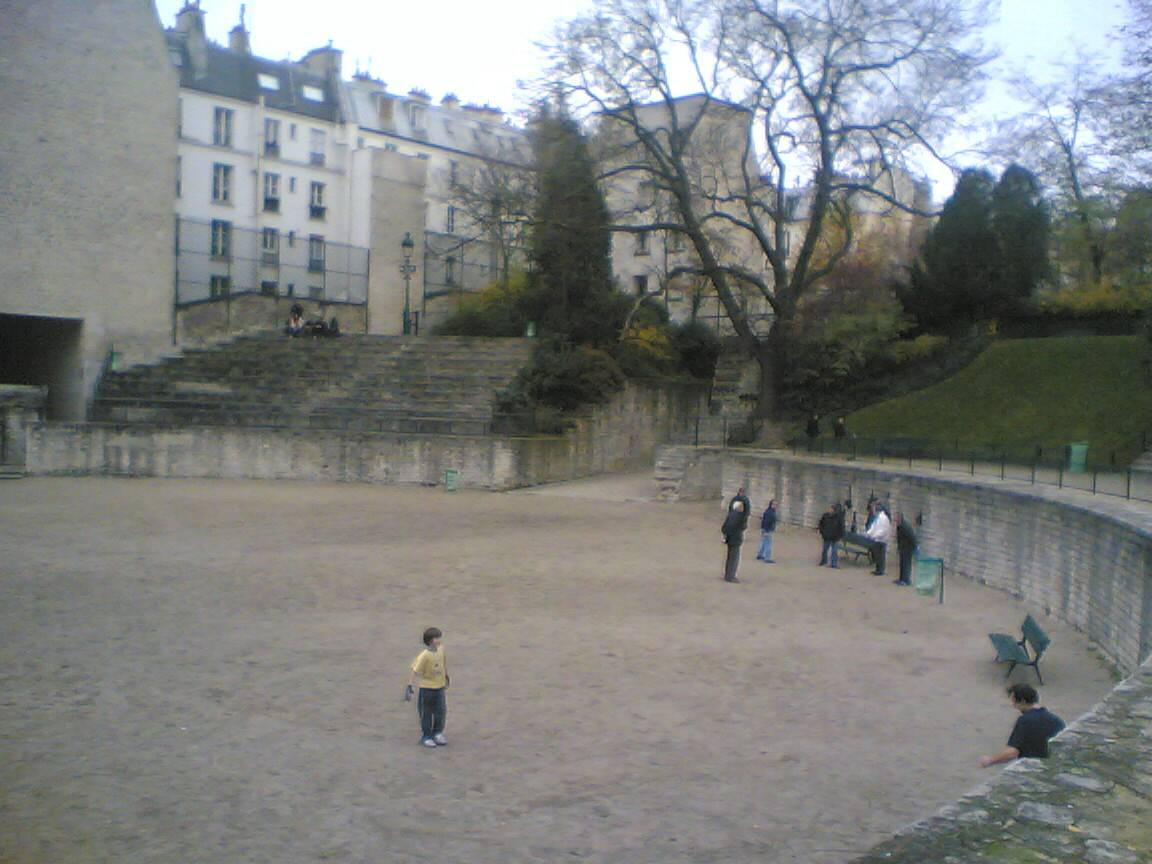
現在のアレーヌ・ド・リュテス（ パリ5区）

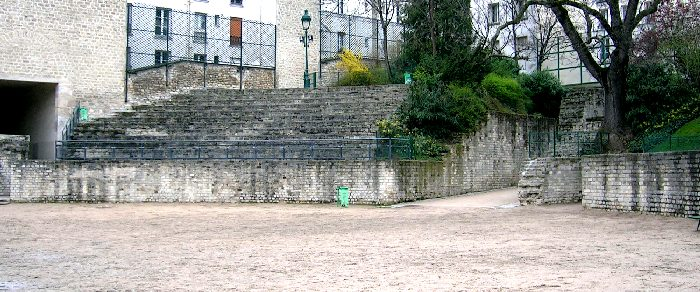
アレーヌ・ド・リュテス（拡大写真）

この古代都市に関しては多くの発見があった。セーヌ川左岸のカルチエ・ラタンにある高台の小さな公園では、紀元1世紀の円形闘技場（amphitheatre）であるアレーヌ・ド・リュテス (Arènes de Lutèce) を見ることができる。さらに、クリュニー美術館 (Musée de Cluny) には公衆浴場の遺跡がある（無傷の丸天井を持つフリギダリウム（frigidarium、冷浴室）とカルダリウム (caldarium, 高温浴室) がある）。また、ノートルダム大聖堂の前庭の下には、初期のキリスト教徒の地下聖堂がある。

### 2006年5月の発掘物
2006年5月、ピエール・アンド・マリー・キュリー大学の建設中に、ルテティア地区に2,000年前の道が発見された。現在国立予防考古学研究所が発掘作業を行っている。
この発掘では、古代ローマ風呂（ローマ式浴場）と暖房床を備えた個人の邸宅跡が発見された。しかし数週間後、その遺跡は引き上げられ研究所に移された。植木鉢、青銅製の鎖、陶磁器、引出しの取っ手などの日用品も発掘されている。これらの発掘物はすぐに博物館で展示されることが期待された。考古学者は、ここがローマ皇帝アウグストゥス（紀元前63年-14年）の時代から発見された最初の地であると考えている。

### 施工者
考古学者はこの都市は住民が建設したのではないと考えている。この地域の入植地を統治するためにローマが採用したガリア人の旧貴族が施工したと考える考古学者もいる。新しいローマの知事と貴族はこの都市をローマ風に建設したが、建設資材は地元のものを使った。彼らはローマ式浴場を自宅に持つほど十分裕福だった。個人所有のローマ式浴場は、ローマ市民のステイタス・シンボルだったと考えられている。

### 発掘物の保全
パリ市の公的保全政策は、パリでの建設事業を計画する際は考古学者が全建築物の建設許可をレビューすることを求めている。建設業者は、建設場所に歴史的価値があるかについての公式見解を得なければならない。もしその場所が特に歴史的価値があると判明した場合は、発掘の許可が下りる。保全に関する問題点の1つは、発掘過程で生じる破壊である。

## ルテティアの登場する作品
ルテティアはフランスの漫画「アステリックス」 (Astérix) シリーズに登場する。街を巡視するローマ人兵士と共に多くのガリア部族が登場する。ルテティアが初めて登場したのは『アステリックスと黄金の鎌』 (Asterix and the Golden Sickle) で、都市内のほとんどの場所が登場した。また『アステリックスと月桂樹のリース』 (Asterix and the Laurel Wreath) では、ローマと共に宇宙一偉大な都市として登場した。

## 備考
- 小惑星(21)ルテティアは、パリで発見されたことから命名された。
- 71番元素ルテチウムは、パリの研究所で発見されたことを祝して命名された。
- フランスの自動車メーカールノーの小型乗用車クリオは、ホンダが「クリオ」の商標を所有（2006年夏までディーラー系列名として使用）しているため、日本では「ルーテシア」 (Lutécia) として販売されている。